# Siboglinum albatrossianum
Siboglinum albatrossianum är en ringmaskart som beskrevs av Cutler 1965. Siboglinum albatrossianum ingår i släktet Siboglinum och familjen skäggmaskar. Inga underarter finns listade i Catalogue of Life.